# Wodny nóż
Wodny nóż (ang. The Water Knife) – amerykańska powieść fantastyczno-naukowa autorstwa Paolo Bacigalupiego, po raz pierwszy wydana w 2015. Jest oparta na jego opowiadaniu Łowca Tamaryszków, które po raz pierwszy ukazało się w 2006 w magazynie „High Country News”. 
Polska wersja ukazała się w październiku 2015 nakładem wydawnictwa Mag w serii Uczta Wyobraźni, w tłumaczeniu Michała Jakuszewskiego.
Akcja rozgrywa się w niedalekiej przyszłości, w której susza wywołana zmianami klimatycznymi spustoszyła południowo-zachodnie Stany Zjednoczone. 

## Główni bohaterowie
- Angel Velasquez – tytułowy „wodny nóż”, czyli ktoś, kto sabotuje i niszczy zasoby wodne rywalizujących stanów.
- Lucy Monroe – dziennikarka.
- Maria Villarosa – młoda uchodźczyni z Teksasu.